# Деп'юті (Індіана)
Деп'юті (англ. Deputy) — переписна місцевість (CDP) в США, в окрузі Джефферсон штату Індіана. Населення — 86 осіб (2010).

## Географія
Деп'юті розташоване за координатами 38°47′42″ пн. ш. 85°39′10″ зх. д. / 38.79500° пн. ш. 85.65278° зх. д. (38.795115, -85.652724).  За даними Бюро перепису населення США в 2010 році переписна місцевість мала площу 0,19 км², уся площа — суходіл.

## Демографія
Згідно з переписом 2010 року, у переписній місцевості мешкало 86 осіб у 37 домогосподарствах у складі 26 родин. Густота населення становила 450 осіб/км².  Було 45 помешкань (236/км²).
Расовий склад населення:
| - 96,5 % — білих - 1,2 % — корінних американців |

До двох чи більше рас належало 2,3 %. Частка іспаномовних становила 0,0 % від усіх жителів.
За віковим діапазоном населення розподілялося таким чином: 25,6 % — особи молодші 18 років, 60,4 % — особи у віці 18—64 років, 14,0 % — особи у віці 65 років та старші. Медіана віку мешканця становила 40,3 року. На 100 осіб жіночої статі у переписній місцевості припадало 65,4 чоловіків;  на 100 жінок у віці від 18 років та старших — 82,9 чоловіків також старших 18 років.
Цивільне працевлаштоване населення становило 9 осіб. Основні галузі зайнятості: виробництво — 100,0 %.